# دونالد لوتز
دونالد لوتز (بالإنجليزية: Donald Lutz؛ بالألمانية: Donald Lutz) هو لاعب كرة قاعدة ألماني وأمريكي، ولد في 6 فبراير 1989 في واتيرتاون في الولايات المتحدة.

## وصلات خارجية
- دونالد لوتز على موقع دوري كرة القاعدة الرئيسي (الإنجليزية)
- دونالد لوتز على موقع دوري أستراليا لكرة القاعدة (الإنجليزية)
- دونالد لوتز على موقعبيزبول رفرنس.كوم (الدوري الرئيسي) (الإنجليزية)
- دونالد لوتز على موقعبيزبول رفرنس.كوم (الدوري الثانوي) (الإنجليزية)
- دونالد لوتز على موقع إي إس بي إن.كوم (أم.أل.بي) (الإنجليزية)
- دونالد لوتز على موقع مشجعي الرسوم البيانية (الإنجليزية)